# Candace Cameron Bure

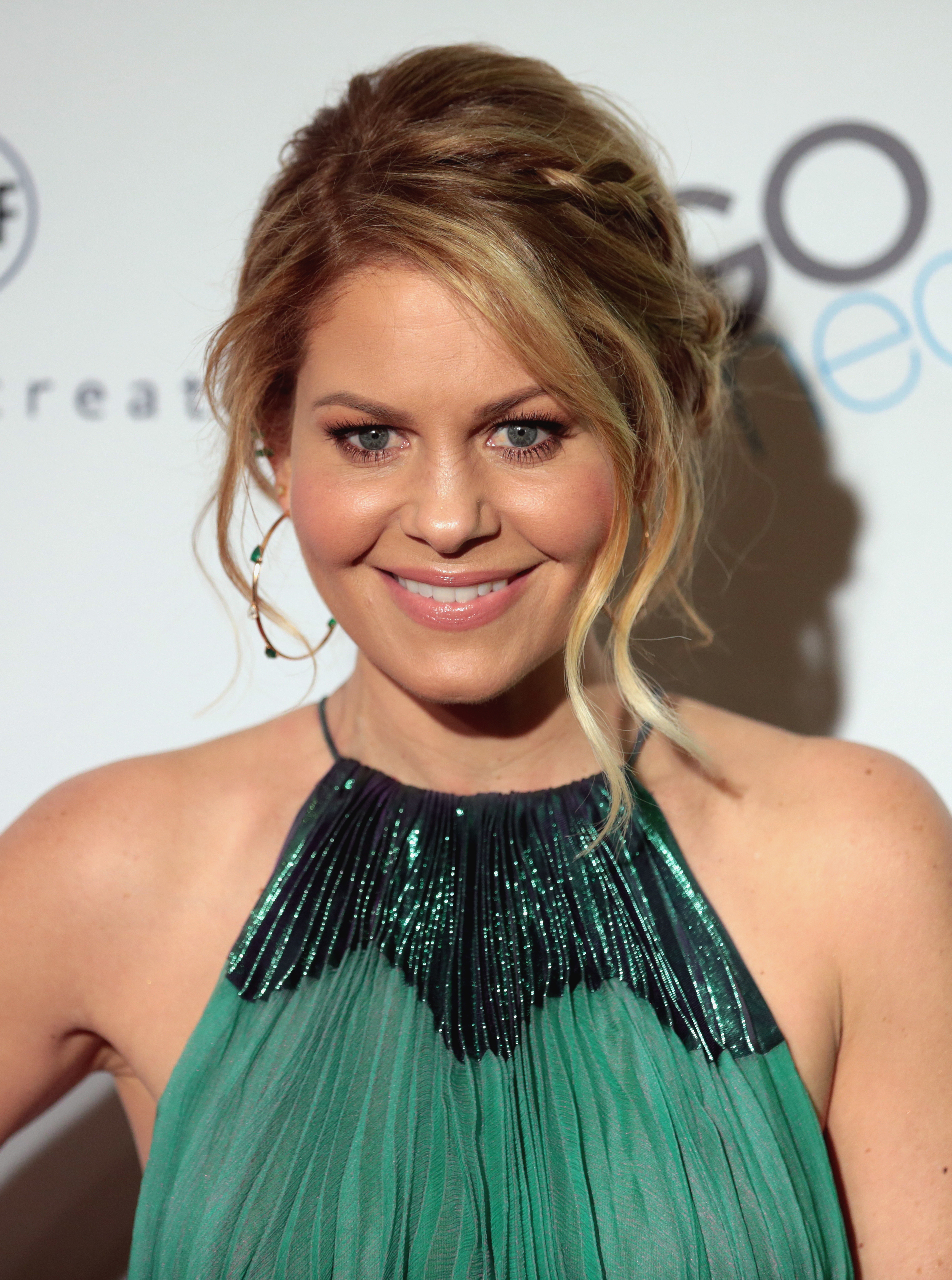
Candace Cameron Bure (2018)

Candace Helaine Cameron Bure (* 6. April 1976 in Panorama City, Los Angeles, Kalifornien) ist eine US-amerikanische Schauspielerin, Produzentin und frühere Kinderdarstellerin.

## Leben
Candace ist die Schwester des Schauspielers Kirk Cameron, bekannt aus der Serie Unser lautes Heim. Zudem hat sie noch zwei Schwestern. Ihre Familie stammt ursprünglich aus der Schweiz.
Ihr früherer Serien-Kollege Dave Coulier von Full House stellte ihr den damaligen Eishockeyspieler Waleri Bure vor. Seit dem 23. Juni 1996 sind die beiden verheiratet und haben drei Kinder. Mit ihrer Familie lebt sie abwechselnd in Calgary (Kanada) und Los Angeles.

## Karriere
Cameron trat mit fünf Jahren in zahlreichen Werbespots auf. Sie hatte kleinere Auftritte in Fernsehserien (u. a. 1983 Alice; 1984 T. J. Hooker; 1987 Wer ist hier der Boss?) und Filmen (u. a. 1986 Die Abenteuer der 5 kleinen Spione; 1987 Ist sie nicht wunderbar?). Den Durchbruch schaffte sie, als sie im Juli 1986 für die Rolle der Donna Jo Margaret (D.J.) Tanner in der Fernsehserie Full House ausgewählt wurde. Diese Rolle spielte sie acht Jahre lang von 1987 bis 1995.
1987 und 1988 hatte sie zwei Gastauftritte in der Serie Unser lautes Heim (Growing Pains), in der ihr Bruder Kirk eine der Hauptrollen spielte. 1992 hatte sie zusammen mit ihren Full-House-Kollegen Andrea Barber, Lori Loughlin und Bob Saget eine kleine Gastrolle in dem Fernsehfilm Kidnapping der Nervensägen (To Grandmother’s House We Go). Die Hauptrollen in diesem Film spielten Mary-Kate und Ashley Olsen, die sich in Full House die Rolle der Michelle Tanner, ihrer Serienschwester, teilten.
Neben der Rolle in Full House spielte Cameron auch in verschiedenen Fernsehfilmen wie Monster Mash und Big Foot. Nach Full House war sie oft Hauptdarstellerin in Problemfilmen wie Gedemütigt! (1996).
Ihren für längere Zeit letzten Filmauftritt hatte sie in dem Film The Krew (2001). Bei diesem Film war sie auch ausführende Produzentin. Erst 2011 übernahm sie wieder eine Hauptrolle in dem US-Fernsehfilm Truth Be Told.
Von 2016 bis 2020 führte sie ihre Rolle der D.J. Tanner in der Serie Fuller House fort. Dort war sie auch seit der vierten Staffel als Produzentin und Regisseurin tätig.
Im März 2025 nahm Bure als Cherry Blossom an der 13. Staffel der US-amerikanischen Version von The Masked Singer teil, in der sie den neunten Platz erreichte.

## Filmografie (Auswahl)

### Als Schauspielerin
- 1982–1984: Chefarzt Dr. Westphall (St. Elsewhere, Fernsehserie, 5 Folgen)
- 1983: Imbiss mit Biss (Alice, Fernsehserie, Folge 8x11)
- 1984: T. J. Hooker (Fernsehserie, Folge 4x09)
- 1985: Punky Brewster (Fernsehserie, Folge 2x12)
- 1986: Die Abenteuer der 5 kleinen Spione (Little Spies, Fernsehfilm)
- 1987: Ist sie nicht wunderbar? (Some Kind of Wonderful)
- 1987: Auf der Suche nach Bigfoot (Bigfoot, Fernsehfilm)
- 1987: Wer ist hier der Boss? (Who’s the Boss?, Fernsehserie, Folge 3x23)
- 1987–1988: Unser lautes Heim (Growing Pains, Fernsehserie, 2 Folgen)
- 1987–1995: Full House (Fernsehserie, 192 Folgen)
- 1988: Todesspiele (I Saw What You Did, Fernsehfilm)
- 1988: Punchline – Der Knalleffekt (Punchline)
- 1989: Mickey Mouse Club (Fernsehserie, Folge 1x07)
- 1990: Chaos in Camp Cucamonga (Camp Cucamonga, Fernsehfilm)
- 1992: Kidnapping der Nervensägen (To Grandmother’s House We Go, Fernsehfilm)
- 1994: Bill Nye, the Science Guy (Fernsehserie, Folge 1x23)
- 1996: Kidz in the Wild (Kidz in the Wood)
- 1995: Sharons Geheimnis (Sharon’s Secret, Fernsehfilm)
- 1995: Monster Mash: The Movie
- 1995: Die Nacht, in der sie uns besuchen (Visitors of the Night, Fernsehfilm)
- 1996: Cybill (Fernsehserie, Folge 2x21)
- 1996: Brutale Liebe – und jeder schweigt (No One Would Tell, Fernsehfilm)
- 1996: Gedemütigt! …und keiner wird ihr glauben (She Cried No, Fernsehfilm)
- 1997: Nightscream – Schrecken der Nacht (NightScream, Fernsehfilm)
- 1997: Das Leben und Ich (Boy Meets World, Fernsehserie, Folge 5x05)
- 2001: Zweimal im Leben (Twice in a Lifetime, Fernsehserie, Folge 2x16)
- 2001: The Krew (Kurzfilm)
- 2007: Raven blickt durch (That’s So Raven, Fernsehserie, Folge 4x21)
- 2007: The Wager
- 2009–2012: Make It or Break It (Fernsehserie, 41 Folgen)
- 2011: Truth Be Told (Fernsehfilm)
- 2011: Weihnachten im Oktober (The Heart of Christmas, Fernsehfilm)
- 2012: Alle lieben Jake (Puppy Love, Fernsehfilm)
- 2013: Normal ist anders (Finding Normal, Fernsehfilm)
- 2013: Und endlich ist es Weihnachten! (Let It Snow, Fernsehfilm)
- 2014: Ein Weihnachtsgeheimnis (Christmas Under Wraps, Fernsehfilm)
- 2015: Just the Way You Are (Fernsehfilm)
- 2015: Faith of Our Fathers
- 2015: Weihnachten auf Umwegen (A Christmas Detour, Fernsehfilm)
- 2015–2022: Mit Liebe zum Mord (An Aurora Teagarden Mystery, Filmreihe, 18 Folgen)
- 2016: Journey Back to Christmas (Fernsehfilm)
- 2016–2020: Fuller House (Fernsehserie, 75 Folgen)
- 2017: Switched for Christmas (Fernsehfilm)
- 2018: Meine zauberhaften Weihnachtsschuhe (A Shoe Addict’s Christmas, Fernsehfilm)
- 2019: Christmas Town – 14 märchenhafte Weihnachtstage  (Christmas Town, Fernsehfilm)
- 2020: Weihnachtswünsche für den Chef (If I Only Had Christmas, Fernsehfilm)
- 2021: Die Bedeutung von Weihnachten (The Christmas Contest, Fernsehfilm)
- 2022: A Christmas… Present (Fernsehfilm)
- 2023: My Christmas Hero (Fernsehfilm)
- 2024: Unsung Hero
- 2024: Ainsley McGregor Mysteries: A Case for the Winemaker (Fernsehfilm)
- 2024: A Christmas Less Traveled (Fernsehfilm)
- 2024: Home Sweet Christmas
- 2025: The Masked Singer (Fernsehsendung, Teilnehmerin Staffel 13, 9. Platz)

### Als Regisseurin
- 2018–2020: Fuller House (Fernsehserie, 3 Folgen)

## Auszeichnungen
Für ihre Rolle in der Sitcom Fuller House wurde sie bei den Teen Choice Awards 2016 in der Kategorie Choice TV Actress: Comedy ausgezeichnet.